# Comuna Iahnivți, Volociîsk
Iahnivți (în ucraineană Яхнівці) este o comună în raionul Volociîsk, regiunea Hmelnîțkîi, Ucraina, formată din satele Iahnivți (reședința), Kușnîrivska Slobidka și Lonkî.

## Demografie
Componența lingvistică a comunei Iahnivți
     Ucraineană (99,07%)
     Alte limbi (0,93%)
Conform recensământului din 2001, majoritatea populației comunei Iahnivți era vorbitoare de ucraineană (99,07%), existând în minoritate și vorbitori de alte limbi.